# Campaña del Ejército Republicano Irlandés Provisional
A partir de agosto de 1969, el llamado Ejército Republicano Irlandés Provisional (inglés: Provisional Irish Republican Army o Provisional IRA) llevó a cabo una campaña de lucha armada contra las autoridades del gobierno británico en Irlanda del Norte. El objetivo era terminar con la soberanía británica sobre Irlanda del Norte y crear una Irlanda unificada. El conflicto tuvo diversos altibajos, incluso un alto del fuego durante el otoño de 1975. A partir de 1976 los líderes del PIRA y del Sinn Féin Provisional (PSF/SF) llamaron a esa ofensiva la «guerra larga».

## Hostilidades durante la guerra larga
Cuando comenzaron los disturbios, los Provos se concentraron en proveerse del arsenal que necesitaban los alborotadores republicanos para defender sus barrios de los ataques de los paramilitares simpatizantes del lado unionista y policías. Las actividades de los Provos en favor del sector católico del norte les hicieron ganar simpatizantes para la causa entre la población católica-nacionalista. Estas actividades fueron además un tema de burla en círculos opositores, por ejemplo militantes oficialistas que llamaron a los Provos la «Brigada del Rosario».
En los años 1971-94, los Provos montaron una ofensiva armada contra tropas, policías y paramilitares opuestos a ellos con el objetivo de unificar la isla. Otra de sus tácticas consistió en una guerra económica contra el comercio en el norte de Irlanda. En la primera mitad de los años 70 la campaña fue más sangrienta. Aunque PIRA nunca declaró enemigos a los protestantes norirlandeses, los asesinatos sectarios eran un rasgo común de la campaña republicana, produciendo ataques como la Matanza de Kingsmill (5 de enero de 1976), en la que murieron diez protestantes sin ninguna conexión con las fuerzas gubernamentales o paramilitares.
Hasta principios de los años 1990, la mayoría de los actos perpetrados por PIRA fueron obra de la Brigada de South Armagh (SAB). Desde 1990 hasta 1997, francotiradores de SAB frustraron todos los esfuerzos de las fuerzas de seguridad de mantener la paz en el Condado de Armagh. SAB también tuvo éxito en realizar otras tareas complicadas tales como atacar helicópteros militares.   

## Actividades fuera del Ulster
Aunque los asaltos de los Provos se concentraron en Irlanda del Norte, también hubo atentados y ataques aislados en Inglaterra, Holanda, y Alemania Occidental, figurando entre sus víctimas jueces, políticos, burócratas civiles y militares, y policías en todos los países citados. Unos sesenta civiles murieron en Inglaterra por ataques del PIRA. Partidarios de la exportación de la violencia han indicado que la estrategia ayudaba a convencer al gobierno de Londres sobre la necesidad de negociar con el Sinn Féin como consecuencia de los alto el fuego de agosto de 1994 y julio de 1997. El gobierno de John Major había tenido la esperanza de que la violencia norirlandesa quedara confinada en el Ulster (una creencia llamada Ulsterización, un retruécano de la política de los americanos de Vietnamización de 1968). 

## Alto al fuego y desarme
El 31 de agosto de 1994, PIRA decretó una cese del fuego indefinido. A partir del período 1995-97, la lucha armada se redujo paulatinamente. El relanzamiento en 1995-97 fue resultado de la actitud desagradable que sintieron en Sinn Féin-PIRA durante las conversaciones con el gobierno de John Major. 
El camino entre la firma del Acuerdo de Viernes Santo hasta lograr aplicar efectivamente las condiciones negociadas en ellos, fue largo y lleno de discusiones entre las numerosas milicias y autoridades involucradas en el conflicto. Entre julio y septiembre de 2005 los Provos entregaron sus armas. El cuerpo que vigiló el desarme fue la IICD (Comisión Internacional Independiente de Desarme). La lista de armas destruidas en el proceso fue: 
- 1.000 fusiles
- 3 toneladas de Semtex
- 20-30 ametralladoras
- 7 lanzamisiles antiaéreos (no usados)
- 7 lanzallamas
- 1.200 detonadores
- 20 RPGs.
- 100 pistolas
- 100+ granadas[5]

No obstante, es probable que PIRA no se desarmase totalmente, IICD reclamó que el arsenal fuese destruido, debido a sus comparaciones entre las cantidades de armas destruidas y los cálculos del tamaño del arsenal republicano según las fuerzas armadas británicas. Muammar Al-Gaddafi, como parte de sus propias negociaciones con el Reino Unido, había entregado una lista detallada de las armas que él había enviado a los Provos en los años 70-80, un documento que llegó a las manos de Londres en 1995. Pero en los últimos años elementos del MI5 (la contrainteligencia del Reino Unido) y el Servicio de Policía de Irlanda del Norte (heredero del RUC) informaron a la prensa que el desarme no había sido completo. A pesar de estas declaraciones, el Comité Internacional de Observación (en Irlanda del Norte; IMC), en su informe de abril de 2006, dijo que no tenía ninguna razón para no creer en el IRA, ni informaciones para sospechar que PIRA estuviese armado. Con respecto a las armas que quedaron en acción, IMC ha dicho que ellas quedan en posesión de militantes fuera del control del IRA.

## Arsenal

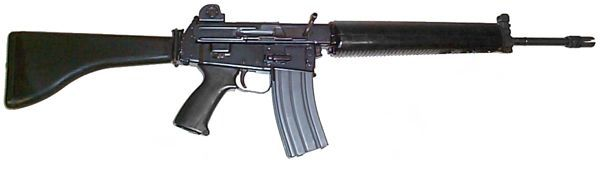
El Armalite AR-18 - obtenido por los provos de los Estados Unidos en la década de 1970, es un símbolo de los Troubles.

Al comienzo del conflicto norirlandés (conocido en inglés como The Troubles o «Los Problemas») en los años 1969-71, el grupo no poseía suficientes armas. Para resolver este problema, los "Provos" (o miembros del IRA Provisional) adquirieron armas y municiones de sus partidarios estadounidenses, del dictador libio Muammar al-Gaddafi, de tráficantes de armas en Europa, América, el Medio Oriente, y de varias otras fuentes.

## Ataques
El uso de emboscadas contra los desplazamientos de superficie de las fuerzas británicas obligó a éstas, a partir de mediados de los '70s, a depender exclusivamente de helicópteros para abastecer sus bases y así desplegar sus tropas en el sur de Armagh, una estratégica zona fronteriza. La más eficaz de estas acciones armadas contra los británicos tuvo lugar el 27 de agosto de 1979, cuando dos artefactos de alto poder explosivo fueron detonados al paso de una nutrida caravana de vehículos militares cerca de Warrenpoint, una franja de tierra en la desembocadura de un río. La zona, en el extremo sur del condado de Down, limita con Armagh y con la República de Irlanda. Un total de 18 paracaidistas y soldados de infantería perdieron la vida, en lo que fue el peor ataque contra las fuerzas armadas en todo el conflicto. 
Finalmente el Ministerio de Defensa del Reino Unido se vio obligado a construir costosas torres de vigilancia electrónica en la frontera con la República de Irlanda, cuando los guerrilleros comenzaron a desarrollar  morteros para atacar las instalaciones militares a mediados de los años '80s. Aun así, el peligro para las patrullas de a pie no cesó, en gran medida debido al uso por parte del IRA de rifles de alta velocidad, operados por al menos dos equipos de expertos francotiradores. Uno de estos equipos fue capturado por el SAS pocas semanas antes del segundo y definitivo alto el fuego decretado por la organización. Entre ambos grupos, dieron muerte a nueve soldados y policías entre 1992 y 1997. 
Paralelamente al desarrollo de las acciones armadas en el norte de Irlanda, el IRA inició a partir de 1972 una serie de atentados con explosivos en distintas ciudades inglesas, especialmente en la capital, Londres. Estos ataques iban desde el uso de pequeños artefactos incendiarios hasta devastadoras bombas de más de una tonelada de explosivo. Las bombas, varias veces con trágicos efectos y con costos en algunos casos cercanos a los mil millones de libras esterlinas, continuaron estallando hasta 1996, cuando un camión bomba destruyó el centro comercial en Mánchester.

## Bajas
En el transcurso de casi 30 años de conflicto, unos mil efectivos de diversas fuerzas de seguridad británicas perdieron su vida combatiendo al IRA y otros grupos armados republicanos. El IRA perdió 276 miembros, a los que hay que sumar unos 100 más de distintas organizaciones nacionalistas. Las víctimas atribuidas directamente a los provos según la base de datos CAIN (Conflict Archive on the Internet) contabilizan 1.822 personas del total de 2.056 víctimas de grupos republicanos, y 3.524 en todo el conflicto. De ellos fueron:
- 621 civiles.
- 656 soldados en las fuerzas armadas: 466 del ejército británico, y 190 del Regimiento en Defensa del Ulster (UDR).
- 272 policías de la Real Policía del Ulster (RUC), 14 expolicías RUC, 6 policías en Bretaña, 20 carceleros del servicio de prisiones norirlandés, y dos ex-carceleros norirlandéses.
- 35 paramilitaries lealistas (21 UDA, 3 ex-UDA, 11 UVF).
- 6 policías del Garda Síochána y un soldado irlandés.
- 180 paramilitares republicanos, de ellos 12 militantes oficialistas, 1 de OLPI, 63 provos condenados de haber sido informantes, y 103 provos que murieron en detonaciones prematuras.

## Actividades secundarias
Los provos, como un grupo que buscaba tomar poder en el nuevo estado, no solo peleó contra la autoridad militar en Ulster en el período 1969-97, sino también perpetró robos para recaudar fondos, mantuvo una fuerza policial en sus zonas de control, y secuestró personas para pedir rescate.

### Patrulleros del IRA
Durante la Guerra Anglo-irlandesa (1919-1922) se había producido una situación similar a los Troubles, en cuanto a la presencia de una fuerza policial en áreas en que los agentes del RUC no eran deseados. Los militantes provos y otros republicanos como los de OIRA, tomaron la iniciativa de patrullar en zonas nacionalistas de Irlanda del Norte en reemplazo del RUC. La razón básica de esta situación fue la desconfianza que sentían los residentes católicos-nacionalistas con respecto al RUC, ya que ellos consideraban que era una fuerza que más que protegerlos los oprimía. Hasta tal punto que, según investigaciones gubernamentales tales como los informes Stevens y Bennett los paramilitares del UDA, el UVF y otros lealistas recibieron mucha ayuda de inteligencia de policías de RUC y soldados del Regimiento en Defensa del Ulster (UDR), y luego de agentes de MI5 y el Special Air Service (SAS). Un informe de 1972 expuso las «relaciones especiales» entre soldados y policías y paramilitares en Ulster.
Un obstáculo adicional para las autoridades fue la renuencia de la policía de entrar a patrullar zonas nacionalistas a menos que contaran con carros blindados tales como jeepes Land Rover en convoy. Las estaciones de policía debieron ser fuertemente blindadas, a causa de repetidos ataques del IRA, tomando el aspecto de fortalezas. Con frustración, los residentes amenazados por el crimen debieron recurrir a los militantes republicanos para poner freno a actividades delictivas.
El PIRA tomó medidas para disuadir el crimen, para ello llevó a cabo asesinatos y otros actos violentos contra narcotraficantes y otros delincuentes. El sistema comenzaba con una advertencia al sospechoso para que detuviera sus actividades, y era seguido por una «paliza de castigo». Las ejecuciones de los sospechosos fue un último recurso, pero de todos modos el proceso de probar la inocencia o culpabilidad de los infractores sospechados nunca era transparente y solo fue una parte del objetivo de mantener el control por parte del IRA en las áreas bajo su dominio.
Castigos no fatales incluyeron disparar a traficantes y ladrones de automóviles a las manos o a las rodillas («kneecapping»). Los opositores del PIRA, por ejemplo miembros del Partido Unionista Democrático (DUP), en cambio alegan que eran los provos y otros republicanos los que estaban vinculados con actividades criminales, y solo perseguían a traficantes no afiliados con ellos o que no pagaron las cuotas de chantaje. Una advertencia común era la publicación de carteles incitando a un individuo a dejar el país, un método conocido como put-out («sacada»). El castigo a aquella persona hubiera sido una ejecución sumaria.

### Provos e informantes
Como cualquier cuerpo clandestino, PIRA no toleraba la colaboración de sus miembros con autoridades, y una miríada de personas examinadas por el grupo fueron asesinados en el conflicto, como el agente de bienes raíces Joseph Fenton en 1989. Los esfuerzos de las autoridades de infiltrar al PIRA causaron algunas purgas internas contra militantes. Las tareas de contrainteligencia le correspondieron a una sección del IRA llamado la ISU (Unidad de Seguridad Interna), conocida bajo el apodo «Nutting Squad» («escuadra de huevos»), debido a su práctica de maltratar los testículos de las personas que interrogaba. ISU dependía directamente del Cuartel General de IRA. A menudo las víctimas de la Nutting Squad eran asesinadas o exiliadas tras sufrir palizas. Los cadáveres de los muertos solían ser enterrados en lugares apartados. Aunque a veces, los cuerpos de los informantes eran dejados en lugares públicos (especialmente en South Armagh) para desanimar a otros informantes. 
Jean McConville, una madre de diez hijos convertida al catolicismo de Belfast, es un ejemplo de personas asesinadas por IRA que sin embargo no eran informantes sistemáticos. McConville fue secuestrada en la Navidad de 1971 de su casa, y su cadáver solo fue descubierto por azar en el 2003. La Ombudsman de la policía norirlandesa Nuala O'Loan sostiene que la Sra. McConville nunca tuvo enlaces con las autoridades en el contexto de informar. El Partido Socialdemócrata y Laborista llamó al asesinato un «crimen de guerra», y la familia de ella afirma que su muerte fue un castigo por haber ayudado a un soldado en el oeste de Belfast.

### PIRA y otros republicanos
Hasta 1974 los provos intercambiaron tiros con la IRA Oficial, y en 1992 iniciaba la destrucción de la Organización por la Liberación del Pueblo Irlandés, una facción de INLA.
En 1986 militantes radicales de PIRA y de Sinn Féin se retiraron del movimiento y formaron el IRA de la Continuidad (CIRA) y su rama política Sinn Féin Republicano (RSF). CIRA/RSF no ha luchado con los provisionales, pero relaciones las entre los dos son malas. 
El grupo enscindido más odiado por PIRA es el IRA Auténtico (RIRA; Real IRA) de Michael McKevitt, el intendente general de los provos hasta 1997. RIRA rechaza participar en el Acuerdo de Viernes Santo y perpetró el Atentado de Omagh (15 de agosto de 1998) en que murieron 29 personas. El 11 de octubre de 2000 un militante dirigente de RIRA, Joseph O'Connor de 26 años de edad, fue asesinado en Ballymurphy en el oeste de Belfast. Según familiares de O'Connor, él fue una víctima de una disputa con los provos. una alegación negada por Sinn Féin. El asesinato no quedó resuelto.

## Guerra contra los provos

### RUC
La Real Policía del Ulster (RUC) fue el nombre del servicio de policía en Irlanda del Norte de 1922 hasta 2001. Al principio de los Troubles la unidad utilizada contra manifestaciones y disturbios fue los B Specials (Constabularia Especial del Ulster), una fuerza de policía antimotines dominada por agentes protestantes. Siguiendo las recomendaciones del Informe Hunt de octubre de 1969, los B Specials fueron disueltas debido al modo brutal que mostraron al reprimir las manifestaciones y marchas en Derry y Belfast en agosto de aquel año.
La RUC sufría de una miríada de problemas durante los Troubles, el más importante fue su infiltración por miembros de la tendencia radical del movimiento lealista, inclusa paramilitares de la UDA y UVF. Otro problema fue la desconfianza entre los ciudadanos del sector católico y la RUC debido a sus prejuicios en favor de los protestantes. RUC tenía que mientras casi treinta años encoger en la carga de una guerra contra el terrorismo de paramilitares republicanos y lealistas, y al mismo tiempo pelear las fenómenos corrientes de crimen y vicio. De vez en cuando, los dos mundos quedaron vinculados, como en el caso de los grupos terroristas OLPI y INLA (republicanos) y la Fuerza Voluntaria Lealista (LVF).
PIRA y sus aliados han acusado a RUC de mantener una política de disparar a matar contra provos sospechados. Críticas de la política salieron a la superficie en la Informe Stalker de 1986. El informe Stalker se centró en tres casos en 1982-83 en que provos habían sido asesinados por chequeos de RUC.    
Por otra parte, la RUC a veces sufrió de haber un amortiguador entre militantes republicanos y lealistas. John Hermon, jefe de policía en Ulster en los años 1980-89, denunciaba a las enlaces dentro el establecimiento protestante y paramilitares. El primer policía asesinado en el conflicto, Victor Arbuckle, fue tiroteado por lealistas durante un disturbio en la Calle Shankill en Belfast el 11 de octubre de 1969. En las secuelas del Acuerdo Anglo-Irlandés del 15 de noviembre de 1985, alborotadores unionistas asaltaron holgares de agentes RUC, enforzando a 150 familias huir de ellos residencias. 
Otra fuente de críticas fue la falta de protección dada a informantes provos en el servicio de RUC, por ejemplo el espía Martin McGartland. En el 2001, como parte del proceso de paz de Irlanda del Norte, la RUC fue reemplazada por el Servicio de Policía de Irlanda del Norte (PSNI).

### Ejército
En agosto de 1969 las fuerzas armadas llegaron al Ulster con la capacidad de mantener el orden por primera vez desde los años 1920, en una maniobra militar llamada Operation Banner. Las intenciones de Banner fueron de reforzar la regla de RUC en las calles de Irlanda del Norte como un arreglo provisional. 

#### UDR
Pero en 1970, como un resultado del desmantelado de los B Specials, el ejército formó su propia fuerza local (reclutando muchos exmiembros de los B Specials) y formó el Regimiento en Defensa del Ulster (UDR). UDR fue un objetivo favorito de los provos, porque ellos representaron la colusión de residentes del Ulster (usualmente protestantes) con un cuerpo extranjero de la isla. Opositores del IRA repusieron que las ataques contra soldados de UDR en particular, inclusa a soldados libres de turno, constituyeron una campaña de limpieza étnica.
El UDR sufrió de 190 bajas debido a ataques de grupos republicanos, la inmensa mayoría desde PIRA. Al otro lado solo dos republicanos confirmados habían asesinado por UDR, y algunos seis civiles hasta 1991. Como en el caso de RUC y los B Specials, UDR hubo infiltrado de su principio con paramilitares lealistas, y a veces con miembros de grupos republicanos además (miren arriba).

#### SAS
El rol de las fuerzas especiales en Irlanda del Norte atrajo mucha atención romántica al conflicto, pero también mucha controversia. Un ejemplo de estos problemas fue la llamada Operación Flavius que concluyó el 6 de marzo de 1988 en Gibraltar. Comandos del Special Air Service trabajaron para impedir un atentado terrorista en el territorio extranjero del Reino Unido. Tres miembros desarmados de una unidad de servicio activo (ASU) provo, Danny McCann, Seán Savage, y Mairéad Farrell, fueron asesinados por el SAS. Aunque luego se confirmó que los tres eran miembros peligrosos del PIRA (McCann y Savage perpetraron el asesinato de dos policías del Special Branch en 1987, y Farrell había sido una colocadora de bombas y huelguista en las prisiones), Flavius es reconocido como una mancha negra en el historial del SAS. 
SAS tuvo un papel destacado en controlar a los informantes en PIRA, y de vigilancia y reconocimiento de militantes provos. La fuerza fue un objetivo muy anhelado por los provos, debido a su reputación como una de las mejores fuerzas de élite. El 14 de mayo de 1977, el Capitán Robert Nairac, uno de los miembros más audaces (o imprudentes) del SAS, fue secuestrado en el bar "Three Steps" en South Armagh, llevado al otro lado de la frontera norirlandesa-irlandesa, y asesinado por provos.  El caso es uno de los más misteriosos en la historia del IRA y del SAS, porque el cadáver de Nairac nunca se recuperó, y hay desacuerdos sobre si los provos lo identificaron correctamente, o si pensaron que era un informante de la RUC o un militante oficialista como se ha mencionado que el habría expresado en el bar.

#### Dimensión de las fuerzas armadas
De las 362 personas que mataron soldados o policías en Irlanda del Norte durante el conflicto, solo 145 de ellos eran verdaderos guerreros republicanos (123 provos). En total 190 civiles fueron asesinados por las fuerzas militares y legales, lo que dañó la reputación de la RUC y el ejército.

### Paramilitares lealistas
La pública protestante en Irlanda del Norte inclusa elementos radicales que oponen la pérdida de su dominancia en la sociedad dividida en Ulster. Siempre fueron grupos militantes en favor de la regla británica en la isla, y es difícil saber si las organizaciones corrientes (ellas que existan desde el comienzo de los Troubles) son una resistencia contra la violencia republicana, o si son simplemente grupos de intolerantes que buscan medios de hacer guerra contra ellos vecinos católicos. La primera milicia lealista relevante a los Troubles fue la UVF, la que había fundado en 1966, seguida con la UDA (1971), la LVF (1996), los Defensores de la Mano Roja (1998) (entre otros). De los 42 militantes republicanos verdaderos asesinados por los tres grupos, veinte eran provos y algunos diez fueron miembros del pasado en el IRA Provisional. El hecho que del número total de 1.020 víctimas fatales de los lealistas solo 42 tuvieron asociaciones materiales con el IRA o uno de los otros grupos republicanos. Eso es un testimonio que la causa protestante no fue de golpear a los terroristas republicanos, sino de explotar la situación frágil para perpretar crímenes sectarianos. En el otro lado, 45 lealistas paramilitares fueron asesinados por el IRA y otros republicanos, aunque eso es a partir de los 1.078 soldados y policías que ellos mataron.